# Eleonora de Austria (1582–1620)
Eleonora de Austria (n. 25 septembrie 1582, Graz, Monarhia Habsburgică – d. 28 ianuarie 1620, Hall în Tirol, Tirol, Austria) a fost o arhiducesă austriacă, membră a Casei de Habsburg.

## Biografie
Eleonora a fost fiica arhiducelui Carol al II-lea de Austria (fiul al împăratului Ferdinand I) și a soției sale, Maria Anna de Bavaria. Fratele ei mai mare, arhiducele Ferdinand, i-a succedat tatălui lor la tronul Sfântului Imperiu Roman în 1619.
Născută la Graz la fel ca toți frații ei, Eleonore a suferit de prognatism. A fost considerată inteligentă, dar capricioasă în special din cauza sănătății ei fragile după ce a suferit de la variolă în copilărie.
Împreună cu surorile ei arhiducesa Gregoria Maximiliana și arhiducesa Margareta, Eleonora a fost o posibilă mireasă pentru viitorul rege Filip al III-lea al Spaniei. După ce portretele lor au fost trimise la curtea spaniolă, totuși Eleonore nu a fost aleasă. După aceasta, ea a fost implicată în mai multe proiecte de căsătorie cu prinți italieni, dar nici unul nu a fost dus până la capăt.
Împreună cu sora ei mai mare Maria Cristina de Habsburg (care se întorsese în Austria după căsătoria ei dezastruoasă cu Sigismund Báthory), în 1607 Eleonora s-a retras la mănăstirea Haller (Haller Damenstift), unde a murit la vârsta de 37 de ani, după ce în ultimii ani a fost oarbă.